# 2009年の中華人民共和国
2009年の中華人民共和国では、2009年（中華民国98年）の中華人民共和国に関する出来事について記述する。

## できごと

### 1月
- 1月27日-2月3日 - 温家宝首相、欧州5カ国を歴訪。スイス（27日）、ドイツ（28日）、ベルギー（29日）、スペイン（30日）、イギリス（31日）の順に訪問。スイスではダボス会議に出席し、ベルギーでは欧州連合本部を訪れた。フランスは、チベット問題をめぐる対立から、訪問先から除外された [1][2][3][4][5][6][7][8]。
- 1月28日 - 温家宝首相、ダボス会議で「中国の2009年の経済成長率は8％が目標」と演説 [3]。

### 2月
- 2月2日 - 温家宝首相に対する靴投げ事件。イギリスのケンブリッジ大学で講演中、突如靴が投げつけられたが、命中せず、特に怪我はなかった。2008年12月14日に発生したブッシュ米前大統領に対する靴投げ事件と比較する見方も報じられた [9][10]。
- 2月9日 - 北京中央部にある中国中央電視台（CCTV）の地上30階建高層ビルが火災により全焼（中央電視台電視文化センター火災）。原因は、ビルの近くで違法に打ち上げられた花火によるもの。消火にあたった消防隊員1人が死亡した。その後、重大責任事故罪の容疑で、公安当局は関係者12人を拘束した [11][12][13] 。
- 2月11日 - 習近平副主席、外遊先のメキシコで「外国人が中国の欠点をあげつらっている」と発言。人権問題や環境汚染などでの中国批判に反発したものと見られるが、「国家の指導者にふさわしくない失言」として批判が広がった [14][15]。
- 2月20日-22日 - クリントン米国務長官、日本などアジア3カ国を歴訪した後、北京を訪問。胡錦濤国家主席、温家宝首相らと会談し、経済問題や環境など地球規模の課題に協力して取り組むことに合意した。ただ、中国に人権問題の改善を求める際、米中協力の妨げになってはならないと発言したことについては、人権団体の批判を受けた [16][17][18][19]。

### 3月
- 3月20日 - 梁光烈国防部長、日本の浜田靖一防衛大臣と北京で会談し、航空母艦建造の意思を表明。国防当局トップによる航空母艦建造の意思表明は、これが初めて [20]。

### 4月
- 4月1日-2日 - 第2回20か国・地域首脳会合（G20首脳会合、金融サミット）、ロンドンで開催。2010年末までの総額5兆ドルの財政刺激策により、世界の成長率を4％押し上げ、大規模な雇用を創出するとする共同声明を採択[21][22][23]。タックス・ヘイヴン（租税回避地）の最新版リストの公表をめぐって、中国は、香港やマカオのリスト入りに強硬に反対。交渉は難航したが、結局、香港やマカオを公表リストから外すことで妥結した[24][25]。また、ドル基軸通貨体制に対しては、ロシアとともに異論を唱える場面が見られた [26][27]。
- 4月5日
  - 11時30分頃、北朝鮮、日本東方の太平洋上に向けて、長距離弾道ミサイル『テポドン2号』の改良型と見られるミサイル発射実験を実施[28][29]。国際連合安全保障理事会緊急会合が開催されたが、新たな制裁決議を求める日本やアメリカに対して、中国は、ロシアなどとともに慎重な対応を促し、議論はまとまらなかった [30][31]。
  - 香港で、フィリピン人ら1,000人以上が抗議デモを実施。コラムニストの陶傑が、南沙諸島（スプラトリー諸島）の領有問題をめぐり、「召使いの国」フィリピンは主人に逆らえないと書いたコラムに抗議したもの [32]。
- 4月13日 - 国際連合安全保障理事会、北朝鮮のミサイル発射実験を非難する議長声明を全会一致で採択。ミサイルの発射を安保理決議1718に違反すると非難し、再発射の停止を求めた[33][34]。日本とアメリカは新たな安保理決議を目指していたが、中国は、ロシアとともに反対にまわり、議長声明という形での決着となった[35][36][37]。北朝鮮は反発し、「六ヶ国協議には2度と参加しない」と表明 [38][39]。

### 5月
- 5月15日 - チャイナ・デーリー、重慶市内で中国初のセックステーマパーク「性公園 （ラブ・ランド）」が開園準備中と報道。この報道をきっかけに、Tバック姿の女性の下半身を象った巨大な回転広告塔などの園内の写真がインターネット上に出回り、「低俗すぎる」などとの批判が強まったため、市当局は即刻撤去を命じた。事業者側も謝罪し、撤去作業を開始した。性公園は、国慶節の10月1日の開園に向けて準備を進めていた矢先だった [40][41][42]。

### 6月
- 6月27日 - 上海市閔行区の淀浦河南岸で建設中の13階建てマンションが突然倒壊し、作業員1人が死亡[43][44]。上海市政府は、7月3日、地盤に対する圧力の不均衡が原因と発表した [45]。

### 7月
- 7月5日 - ウイグル騒乱。中華人民共和国新疆ウイグル自治区ウルムチ市において、ウイグル族と漢民族の民族対立を背景に暴動が発生。多数の死傷者を出す[46][47]。
- 7月9日 - 雲南省楚雄イ族自治州姚安県でマグニチュード6.0の地震が発生。1人が死亡し、300人以上が負傷した[48]。
- 7月26日 - マカオ特別行政区行政長官選挙。前社会文化官の崔世安が、マカオ各界代表の全300票のうち282票を獲得、当選を果たした。立候補者は、崔世安ただ１人。崔世安は親中派として知られ、中央政府の影響力拡大により「一国二制度」が形骸化する懸念が指摘された [49][50]。

### 12月
- 12月20日 - （予定）崔世安、何厚鏵に代わりマカオ特別行政区行政長官に就任。任期は5年 [50]。